# Stuart Tomlinson
Stuart Charles Tomlinson (Chester, Cheshire, Inglaterra; 22 de mayo de 1985) es un futbolista inglés. Juega de portero y su equipo actual es el Altrincham, de la Conference North, sexta división de Inglaterra.

## Biografía

### Inicios
En el año 2001, el portero de apenas 16 años subiría al primer equipo del Crewe Alexandra, equipo que por ese entonces jugaba en la tercera división inglesa.
Su debut se ocasionó en 2003, el 25 de enero, partido que enfrentaban al Oldham Athletic y el Crewe Alexandra. A los 51 minutos, entraría por el lesionado, Dejan Milosevic. Ese encuentro terminaría 1:3 a favor del equipo de Crewe.
Para la temporada 2003-04, ya con el Crewe Alexandra en segunda, el joven Tomlinson disputaría 1 solo partido, frente al West Ham, donde entraría otra vez luego de la lesión de Clayton Ince en portería.

### Stafford Rangers
En la temporada 2004-05, Tomlinson iría cedido al Stafford Rangers, en ese momento en la séptima división del fútbol inglés.

### Vuelta al Crewe Alexandra
El portero de 21 años volvía de su cesión en el Stafford Rangers, y disputa solo 2 partidos en la temporada 2005-06. El primero entrando como suplente por Ross Turnbull en la derrota 4:2 frente al Watford y el segundo frente al Millwall en la victoria de su equipo 4:2. Este partido sería el primero como titular.
En la temporada 2006-07 tendría más participación, jugando 7 partidos. Con Tomlinson como titular, el equipo obtuvo 2 victorias, 2 empates y 3 derrotas, consiguiendo 8 puntos de 21 posibles.
En la temporada 2007-08, el portero no disputaría ningún partido.
Ya para la temporada 2008-09, jugaría 9 partidos por liga y 2 por copa. Con Tomlinson como titular, el equipo conseguiría 4 victorias, 2 empates y 5 derrotas, obteniendo 10 puntos por liga y 4 por copa. Esa temporada, el Crewe Alexandra descendería a la cuarta división.

### Barrow
Para la temporada 2009-10, Tomlinson llegaría libre al Barrow de la quinta división. 
Su debut sería el 7 de noviembre de 2009 frente al Eastleigh por la primera ronda de la FA Cup, donde ganaría el conjunto de Barrow 2:1.
También jugaría 2 partidos más, los 2 por FA Cup. El primero frente al Oxford United empatando 1:1 y el segundo, por el replay frente al mismo equipo, ganando 3:1.

### Port Vale
Debido a la poca participación de Tomlinson en el Barrow, llega libre al Port Vale de la cuarta división.
Su debut sería el 7 de agosto de 2010 en la victoria 1:0 sobre el Bury. De ahí en adelante, jugaría 41 partidos en la temporada 2010-11, siendo 35 por liga, 4 por FA Cup y 2 por EFL Cup. Como titular, conseguiría 59 puntos de 126 posibles, debido a 17 victorias, 12 empates y 13 derrotas. El equipo terminaría décimo primero con 65 puntos, a 4 de la eliminatoria.
Para la temporada 2011-12, Tomlinson acumularía 39 partidos, siendo 38 por liga y 1 por FA Cup. 
Como titular, Tomlinson ganaría 17 partidos, empataría 10 y perdería 12, consiguiendo un total de 61 puntos de 117 posibles. El equipo terminaría noveno a con 69 puntos, a 3 de la eliminatoria.

### Sin equipo y Burton Albion
En julio de 2012, el Port Vale le rescindiría el contrato, quedando como jugador libre, pero en septiembre, el Burton Albion ficharía al portero 27 años con el pase en su poder.
En esa temporada 2012-13, Tomlinson disputaría 28 partidos como titular, siendo 25 por la liga, 2 por el play-off ascenso y 1 por la EFL Cup.
Su debut lo haría el 8 de septiembre de 2012 en la victoria por 3:0 frente al Rochdale. 
Como titular, Tomlinson conseguiría 13 victorias, 9 empates y 4 derrotas, obteniendo 48 puntos de 60 posibles. El equipo terminaría cuarto con 76 puntos, en play-off, a 2 del ascenso directo.
El play-off lo jugaría contra el Brador City, que acabó séptimo con 69 puntos. El partido de ida terminaría 2:3 a favor del equipo de Tomlinson, pero la vuelta perdería por 1:3, quedando afuera del ascenso.

### Altrincham
Después de estar inactivo por 4 años, en 2017 ficharía por el Altrincham de la sexta división.
Actualmente lleva 3 partidos con el club, ganando 1, empatando 1 y perdiendo 1, logrando 4 puntos de 9 posibles. 
El equipo va último con 17 puntos en 35 partidos, a punto de descender a séptima división.